# Durangonella coahuilae
The durangonella de Coahuila snail, danh pháp khoa học Durangonella coahuilae, là một loài là một chi ốc nước ngọt nhỏ, động vật thân mềm chân bụng có mài sống trong môi trường nước ngọt trong họ Hydrobiidae.
Đây là loài đặc hữu của México; Coahuila being a state ở khu vực đông bắc of Mexico.